# Chris Christensen (nuotatore)
Chris Boe Christensen (2 marzo 1988) è un nuotatore danese, che ha partecipato ai Giochi Pechino 2008.
Ha gareggiato nei 200m misti e nei 200m rana e si è classificato rispettivamente al 32 ° e 33 ° posto.